# Ponte ad arco di Zaporižžja
Il ponte ad arco di Zaporižžja (in ucraino Арковий міст у Запоріжжі?; in russo Арочный мост Запорожье?) attraversa il ramo orientale del fiume Dnepr in corrispondenza dell'isola di Chortycja a Zaporižžja ed è il ponte ad arco più lungo dell'Ucraina con una luce di 195,6 metri.

## Storia

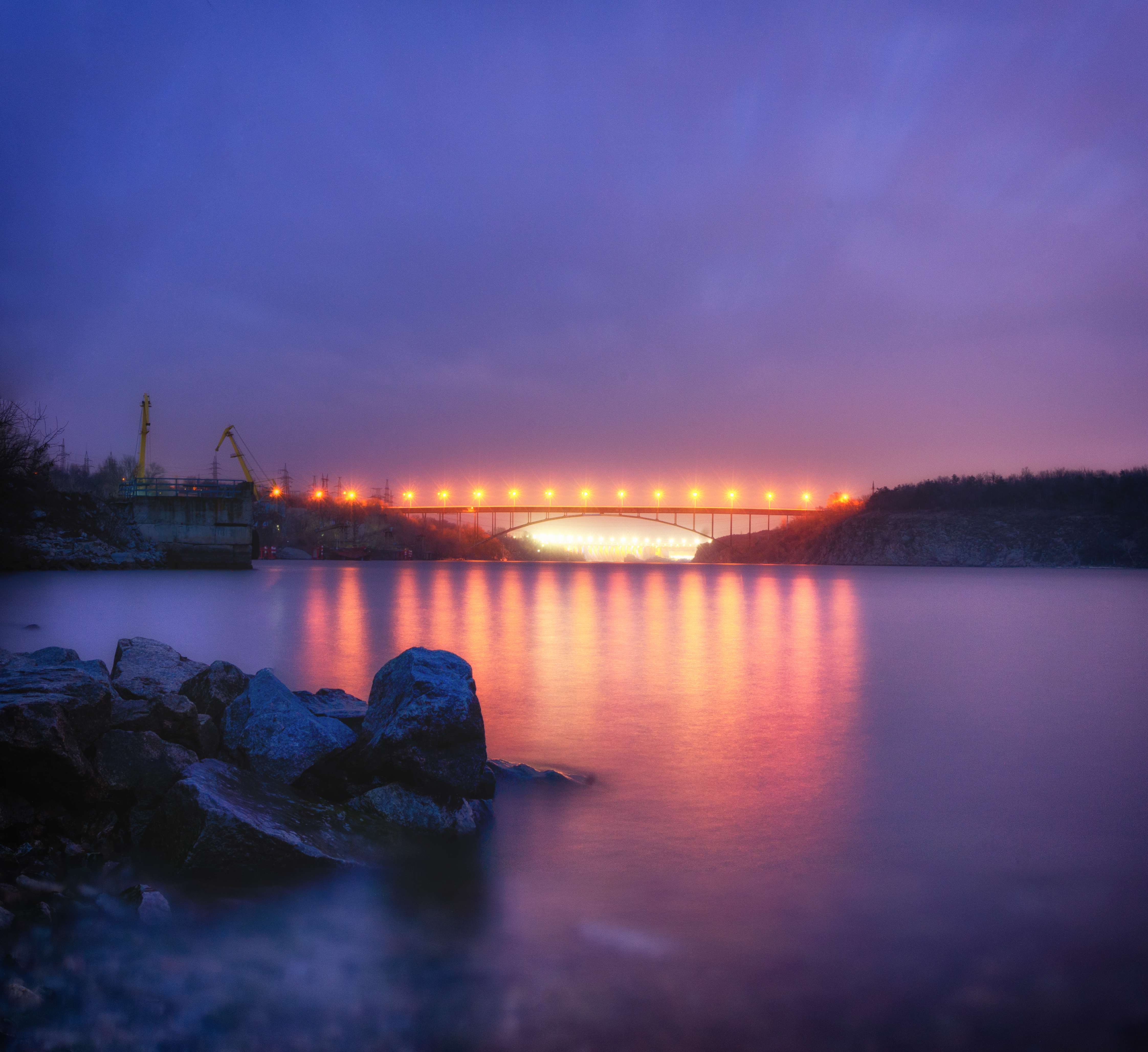
Immagine notturna del ponte nel 2019

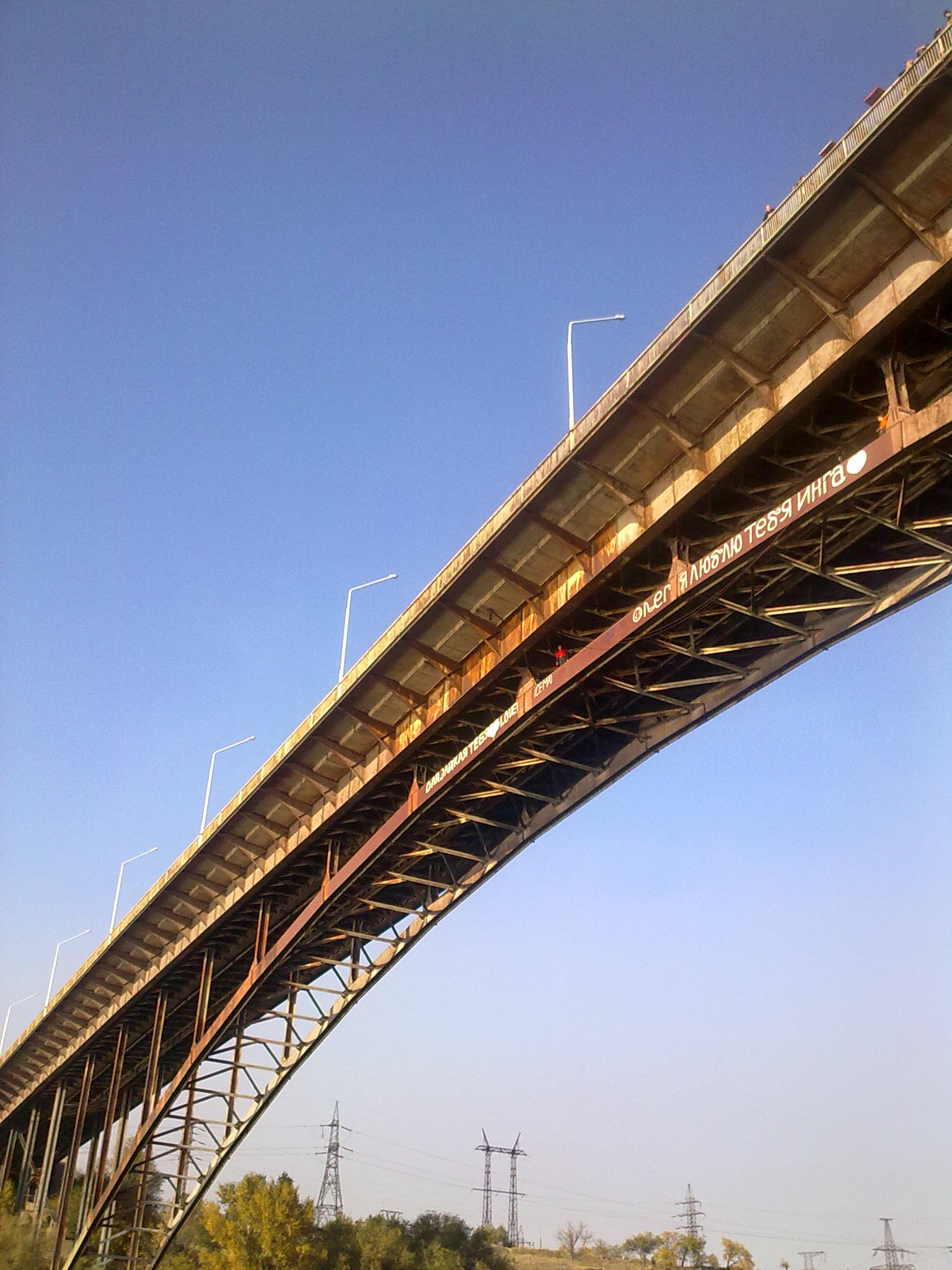
Arco del ponte visto da sotto

Il telaio in acciaio del ponte è stato prodotto presso la Dnieper Steel Frame Factory mentre l'assemblaggio e l'installazione sono stati realizzati negli anni settanta e nel 1973 l'opera ingegneristica già era stata completata per almeno 200 tonnellate di carpenteria metallica risultando così il primo ponte sovietico ad essere costruito assemblando la struttura con chiatte poste sulle due sponde del fiume. Ultimata la costruzione sono stati realizzati i test di tenuta con l'impiego di 50 autocarri ognuno con un carico di 25 tonnellate fino a raggiungere il pieno carico di prova di 1 250 tonnellate.

## Descrizione
Il ponte collega la parte della riva destra della città con l'isola di Chortycja ed è un telaio in acciaio ad arco singolo che ha una lunghezza di 320 metri, una larghezza di 20 metri e una luce di 195,6 metri
Con la sua altezza di 40 metri è un luogo ideale per il bungee jumping scelto dai praticanti di questa specialità sportiva.